# Tanjung Saluksuk
Tanjung Saluksuk is een bestuurslaag in het regentschap Dairi van de provincie Noord-Sumatra, Indonesië. Tanjung Saluksuk telt 501 inwoners (volkstelling 2010).